# Hoffmann-La Roche
Hoffmann-La Roche es una empresa de la industria farmacéutica, que tiene su sede principal en la ciudad de Basilea (Suiza).
La sociedad es conocida bajo la marca “Roche” en todos sus segmentos y líneas de salud: medicamentos y otros productos como vitaminas, además de exámenes y diagnósticos. 
Su cifra de negocios llegó a 31.200 millones de francos suizos, con un beneficio de 3000 millones. La empresa está presente comercialmente en 150 países.

## Historia
El 31 de marzo de 1894, Fritz Hoffmann-La Roche de 26 años de edad, junto con el farmacéutico Max Carl Traub, fundó en Basilea Traub & Cia, un pequeño laboratorio farmacéutico que fabricaba y vendía productos químicos y preparados farmacéuticos. Posteriormente y con dinero de su padre, Hoffmann compra la empresa y el primero de octubre de 1896, junto a su esposa Adele La Roche, dio su nombre a la compañía, Hoffmann-La Roche, que hoy se conoce simplemente como Roche. Hoffmann fue un precursor de la fabricación a gran escala de medicamentos. Uno de sus objetivos era el desarrollo y fabricación de fármacos con composición y calidad estandarizada para su comercialización en todo el mundo. Después de su fundación Hoffmann contrató a Emil C. Barell y a Carl Schaerges, que a la sazón eran químicos de gran experiencia en el ramo, para que le ayudaran a impulsar a la compañía.
La empresa logró abrir filiales en Alemania (1898), Italia (1898), Francia (1903), Estados Unidos (1905), Reino Unido (1908) y Rusia (1910).
2009: se informó de que las ventas en el primer trimestre fueron de 10.100 millones de US$, un aumento del 7% respecto al año previo. El alza se debe a la demanda de medicamentos anticancerígenos, antivirales y oftalmológicos.

## Primeros productos comercializados
Carl Schaerges fue el autor de las primeras publicaciones científicas de la compañía que condujeron finalmente al registro de la patente del Aiodin, producto a base de extracto de tiroides en 1896. El mismo año lanza el antiséptico para heridas Airol que se había desarrollado en un principio en los laboratorios Traub & Cia. Hoffmann deseaba conquistar el mercado alemán con este producto. En 1898 se lanza al mercado Sirolin®, un jarabe para la tos de venta sin receta, que contiene Tiocol como ingrediente activo. El sabor de naranja del jarabe lo hace un éxito casi inmediato. El jarabe estuvo más de 60 años en el mercado farmacéutico.
Muy poco después aparecieron otros productos, tales como el Digalen®,que se introdujo al mercado en 1904. Digalen era una preparación de digital purificada y estandarizada con todos los glucósidos cardíacos de la hoja de la digital purpúrea. El Digalen resultó satisfacer la demanda médica y permaneció en el mercado hasta 1964.
1909 ve el nacimiento de Pantopon® (pantopen), un medicamento contra el dolor, cólicos, espasmos, tos y estados de excitación y ansiedad. Contiene todos los alcaloides del opio en una forma estandarizada y sin material inerte. El Pantopon todavía se vende en algunos países, lo que lo convierte en el producto de Roche que más tiempo ha permanecido en venta activa.
Para el tratamiento de la epilepsia y las enfermedades nerviosas, en 1912 sale a la venta Sedobrol®, que fue uno de los primeros tranquilizantes y que era un medicamento en cubo hecho a base de un caldo de bromuro de sodio que se disolvía en agua caliente y se administraba entre comidas.

## Reorganización
Durante el mismo período y antes de la Primera Guerra Mundial, Hoffmann se asoció con Carl Meerwein para crear una red de filiales fuera de Suiza. El boicot alemán a los productos de Roche, el aislamiento de Basilea de su planta en Grenzach, la pérdida del mercado ruso de la compañía y activos en la Revolución de 1917 e importantes pérdidas en el mercado de divisas crearon una fuerte crisis financiera para la compañía. Por esto, al finalizar la guerra, Roche se transformó en una sociedad anónima.
El 18 de abril de 1920 fallece Fritz Hoffmann. En 1921 sale al mercado el primer producto creado usando compuestos producidos por síntesis química, el Allonal, un analgésico e hipnótico hecho a base de barbitúricos. Tras el fallecimiento de Hoffmann, la compañía se encuentra en el umbral de una nueva industria que le generaría millones de dólares en la década por venir, con la introducción de los productos vitamínicos que en 1938 se convertirían en el motor de la empresa con marcas punteras en el mercado. En 1933, Roche lanza la síntesis de vitamina C, gracias a los trabajos de Tadeusz Reichstein (Premio Nobel en 1950) y en 1934 ven la luz Redoxón® (ácido ascórbico) y Benerva® (vitamina B1 o tiamina).
En 1946 la compañía crea la fundación Fritz Hoffmann-La Roche para reafirmar su interés en la investigación. El objetivo de esta Fundación es lograr adelantos en la investigación en el campo de las ciencias biomédicas mediante la creación de grupos que tienen por tarea analizar los problemas desde distintos puntos de vista.
En 1949 los Laboratorios Roche de Nutley, Nueva Jersey, comenzaron las investigaciones sobre la tuberculosis. Lo que se logró fue lanzar en 1950 el fármaco Isoniacida con el nombre comercial de Rimifon® como medicamento contra el agente causal de la tuberculosis. De este fármaco escribió el New York Post que era "un medicamento prodigioso" por los éxitos que tuvo contra la enfermedad. 
En 1958 la compañía adquiere los laboratorios Sauter de Ginebra. Posteriormente, Roche saca a la venta una serie de drogas antidepresivas, entre las que se cuentan el Marplan® (Isocarboxazida, 1960), Laroxyl® (Amitriptilina, 1962) y Aurorix® (Moclobemida, 1990).

## Nuevos campos de investigación
Los campos de investigación se diversificaron tanto que a finales de los cincuenta y primera mitad de los sesenta se estaban estudiando diversos tipos de medicamentos, como antidepresivos, medicamentos antiinflamatorios y cardiovasculares, agentes antimicrobianos y quimioterapéuticos al mismo tiempo. Gracias al descubrimiento de las benzodiacepinas y su inclusión en la clínica con los nombres comerciales de Librium (Clordiazepóxido, sintetizado en 1955 y comercializado a partir de 1957) y Valium (Diazepam o Diacepam en México lanzada en 1963) la compañía entró en un período de crecimiento tal que en una década se cuadruplicaron las inversiones para la investigación y desarrollo. Fue el Valium el producto estrella durante el período que Roche quiso llamar "La Era de las Benzodiazepinas".
En 1976 un accidente en la fábrica de Seveso en Italia afecta a la filial Givaudan, que en 2000 sería puesta en la bolsa y separada del grupo Roche. En 1989 la compañía es reestructurada y aparece la Roche Holding AG (Roche Holding SA). Ese mismo año se inaugura en Estrasburgo el Roche International Clinical Research Centre (Centro Internacional de Investigación Clínica Roche).
En 1978 sale al mercado Rocaltrol® (Calcitriol, un análogo de la vitamina D). En 1980, los científicos de Roche aislaron el interferón alfa puro y junto con Genentech comenzaron a trabajar en la producción de una versión genéticamente tramada que dio a luz al producto Roferon A, de venta en 1986. El antibiótico Rocephin® (Ceftriaxona sódica) fue lanzado en Suiza en 1982, y por más de 18 años este fue el antibiótico principal y el medicamento más vendido de todos los demá productos de Roche en todo el mundo.
En 1990 se introdujo en el mercado Inhibace (cilazapril, fármaco inhibidor de la enzima convertidora de angiotensina) utilizado para casos de hipertensión.
En 1994, Roche adquirió Syntex Corp. (con sede en Palo Alto, C.A.) y al año siguiente, Syntex fue renombrado Roche Bioscience. Esta unidad de Roche es conocida actualmente como Roche Palo Alto LLC y es uno de los laboratorios de investigación principales de la compañía y aún con el nombre de Syntex adquiere Febrax y Flanax -posteriormente vendido a Bayer-.
En 1999 la Administración de Drogas y Alimentos de los EE. UU. autoriza a Roche a producir Tamiflu, el único medicamento considerado en cierta forma eficaz contra la gripe aviaria de tipo H5N1.
En 2005 Roche vende su división de vitaminas a Bayer, por lo cual las marcas Redoxon y Benerva pasan a manos de esta última.

## Tamiflu, el monopolio
En una reciente reunión de los ministros de salud, el Dr. Francisco Duque III, secretario de Salud de Filipinas, acusó a Roche de monopolizar la producción y distribución del Oseltavimir, más conocido como Tamiflu. El Oseltamivir es considerado el antivirus primario en la lucha contra la gripe aviaria. Roche es la única compañía farmacéutica autorizada para fabricar el medicamento que fue descubierto por Gilead Sciences. Roche compró los derechos de producción del medicamento, adjudicando al autor del descubrimiento desde un 14 hasta un 22% de las ventas netas anuales.
El ministerio de Salud filipino se quejó de que dicho medicamento se comercializa principalmente en los países desarrollados, aunque la enfermedad ha atacado principalmente a los países de Asia sudoriental. El Dr. Duque propuso, ya que Roche es la única propietaria de la patente, que la compañía dé patentes especiales o licencias a otras compañías farmacéuticas para que fabriquen el medicamento y este pueda ser más asequible a los países más vulnerables en los que se han sacrificado miles de aves y ha habido numerosas víctimas humanas, como Vietnam, Indonesia, Camboya y, por supuesto, las propias Filipinas. Duque y la presidenta filipina Gloria Macapagal-Arroyo se han comunicado con el representante de la OMS en Filipinas para pedirle ayuda, para que hagan que la producción y distribución del medicamento aumente. 
Autoridades del mundo entero, tales como el secretario general de la ONU, Kofi Annan, han expresado su deseo de hacer versiones genéricas del medicamento para hacerlo más asequible a muchos países del tercer mundo, sin recursos para comprar el medicamento de marca. 
El 20 de octubre de 2005, Hoffmann-La Roche decidió que otorgarían la licencia a otras compañías farmacéuticas para que fabriquen el oseltamivir.

## Escándalos
Accutane era originalmente un fármaco quimioterapéutico. Ataca y mata las células de división rápida en todo el cuerpo, incluyendo el cáncer. Cuando Roche notó que curaba el acné, también decidieron venderlo como una cura de acné en el mercado masivo fingiendo ignorancia de los efectos a largo plazo bien establecidos de toxicosis de la vitamina A y utilizando con la FDA la publicidad engañosa y la influencia de los médicos para los consumidores.
La empresa Hoffmann-La Roche está implicada también en la retirada de los restos contaminados en el desastre de Seveso